# Pathologiste
 (août 2024).
Si vous disposez d'ouvrages ou d'articles de référence ou si vous connaissez des sites web de qualité traitant du thème abordé ici, merci de compléter l'article en donnant les références utiles à sa vérifiabilité et en les liant à la section « Notes et références ».
Le pathologiste est un professionnel de santé responsable de l'analyse de tissus biologiques, des liquides biologiques, des cellules isolées, de leur prélèvement et de leurs interprétations en vue d'aboutir à l'origine physiopathologique d'une maladie.
Il s'appuie pour cela sur les dernières découvertes en sciences fondamentales ce qui lui vaut d'être considéré comme le plus scientifique des professionnels de santé. Il est assisté en Amérique du Nord de technologues et de techniciens, en France de techniciens de laboratoire.
- Il existe deux types de pathologistes :
  - celui qui s'occupe de l'analyse des tissus :  l'anatomopathologiste parfois abusivement appelé pathologiste dans certains pays.
  - celui qui s'occupe de l'analyse des liquides biologiques : le biologiste médical (en France), appelé pathologiste clinique (« clinical pathologist ») aux États-Unis.

- En Amérique du Nord le pathologiste est exclusivement médecin ou vétérinaire, on trouve :
  - des anatomopathologistes
  - des hématopathologistes
  - des immunopathologistes
  - des médecins microbiologistes
  - des médecins biochimistes, etc.

- En France, on distingue :
  - l'anatomo-pathologiste, qui est exclusivement docteur en médecine ou docteur vétérinaire, parfois abusivement appelé pathologiste.
  - le biologiste médical, qui est soit docteur en médecine soit, docteur vétérinaire, soit docteur en pharmacie. Il peut se spécialiser dans différents domaines comme la microbiologie, la biochimie clinique ou encore l'hématologie.

- En Belgique, au Luxembourg et dans certains pays d'Europe, pour certaines disciplines spécialisées, des docteurs en sciences agréés sont autorisés à exercer une activité de diagnostic biologique sans toutefois avoir le titre de pathologiste ni la possibilité d'interpréter les résultats d'un point de vue pathologique.